# Bitty McLean

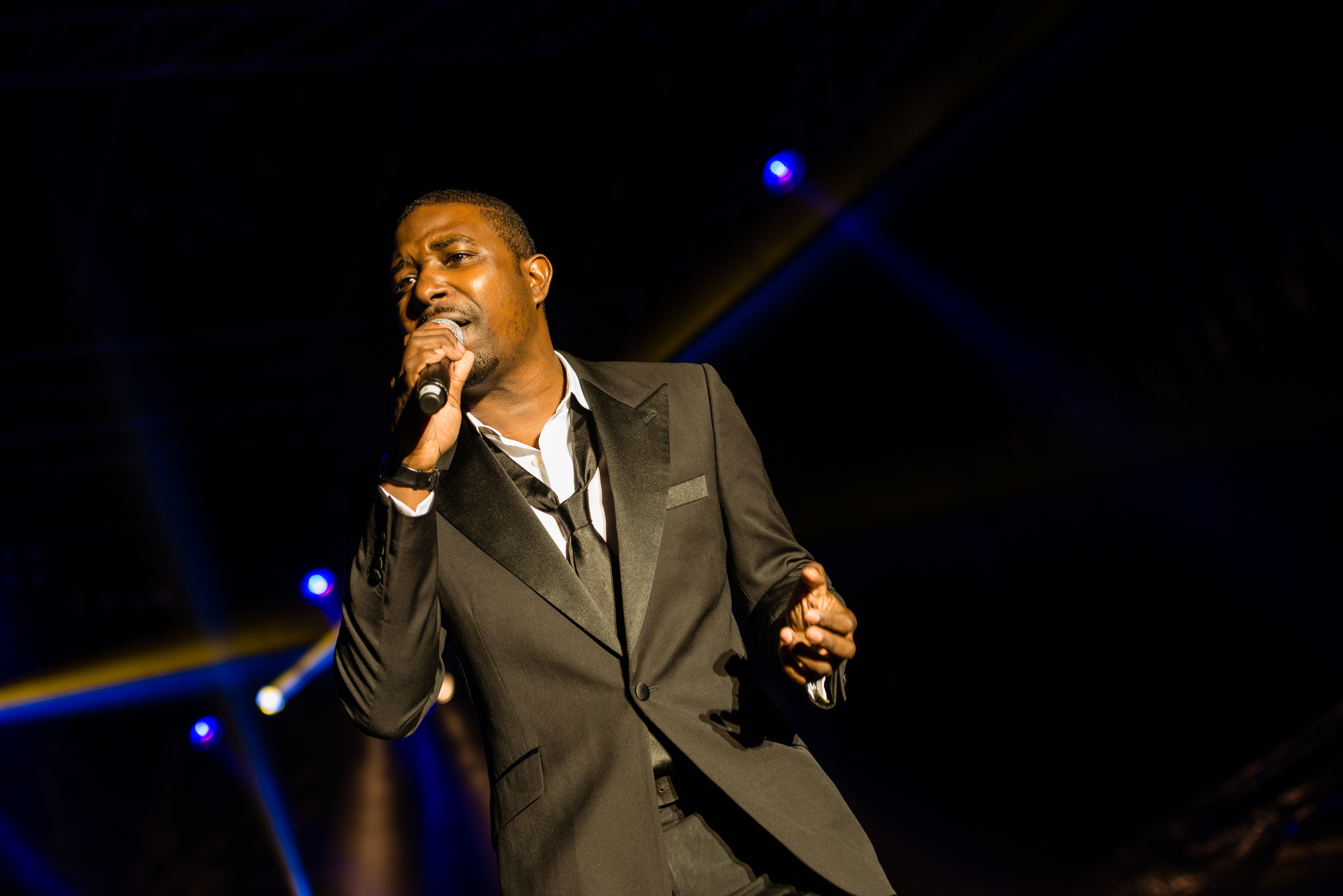
Bitty McLean beim Ruhr Reggae Summer 2014 in Dortmund

Bitty McLean (eigentlich Delroy McLean, * 8. August 1972 in Birmingham) ist ein britischer Reggae-Sänger und Songwriter.

## Biografie
McLean studierte zunächst Sound Recording und Medien in Liverpool. Später arbeitete er als Techniker im Studio der Reggae-Band UB40 und trat bei deren Konzerten im Vorprogramm auf. Mit der Debütsingle It Keeps Rainin’ (Tears from My Eyes) gelang ihm im Sommer 1993 der erste und größte Hit seiner Solokarriere. Das Lied war zunächst Platz zwei im Vereinigten Königreich, etwas später Platz fünf in Österreich und Platz 31 in Deutschland. Mit Pass It On schaffte es McLean ein zweites Mal in die UK-Charts, diesmal auf Platz 35.
Im Januar 1995 folgte mit Here I Stand ein weiterer Top-10-Hit. Das zugehörige Album Just to Let You Know kletterte im Frühjahr auf Platz 19 der UK-Charts. Die vierte erfolgreiche Auskopplung Dedicated to the One I Love stieg ein viertel Jahr nach Here I Stand auf Platz 6 im Vereinigten Königreich und auf Platz 52 in Deutschland. What Goes Around schaffte es im Sommer des Jahres nur auf Platz 36 der englischen Hitparade.
Vom 1995er Album Natural High erreichten die Auskopplungen Over the River und We’ve Only Just Begun Top-30-Positionen, Nothing Can Change This Love und Natural High mussten sich mit niederen Platzierungen begnügen. Zum letzten Mal gelang, wenn auch nur kurzzeitig, der Charteinstieg 1996 mit der Single She’s Alright. Das auf dem Singlecover beworbene Album Respect erschien nie.
Bitty McLean ist bis heute aktiv und hat diverse weitere Alben veröffentlicht, kommerzieller Erfolg stellte sich jedoch nicht mehr ein.

## Diskografie

### Alben
| Jahr | Titel                | Höchstplatzierung, Gesamtwochen, AuszeichnungChartplatzierungen (Jahr, Titel, Platzierungen, Wochen, Auszeichnungen, Anmerkungen) | Höchstplatzierung, Gesamtwochen, AuszeichnungChartplatzierungen (Jahr, Titel, Platzierungen, Wochen, Auszeichnungen, Anmerkungen) | Höchstplatzierung, Gesamtwochen, AuszeichnungChartplatzierungen (Jahr, Titel, Platzierungen, Wochen, Auszeichnungen, Anmerkungen) | Anmerkungen |
| Jahr | Titel                | DE | AT | UK | Anmerkungen |
| ---- | -------------------- | --- | --- | --- | ----------- |
| 1994 | Just to Let You Know | — | — | UK19 Gold · (13 Wo.)UK |             |
| 1995 | Natural High         | — | — | UK81 (1 Wo.)UK |             |

Weitere Alben
- 2001: The Dreaming Kind (Justin feat. Bitty Mclean)
- 2003: Soul to Soul
- 2004: On Bond Street Kgn. JA. (mit The Supersonics)
- 2007: Made in Jamaica
- 2009: Movin’ On
- 2013: The Taxi Sessions

### Singles
| Jahr | Titel Album                                                   | Höchstplatzierung, Gesamtwochen, AuszeichnungChartplatzierungen (Jahr, Titel, Album, Platzierungen, Wochen, Auszeichnungen, Anmerkungen) | Höchstplatzierung, Gesamtwochen, AuszeichnungChartplatzierungen (Jahr, Titel, Album, Platzierungen, Wochen, Auszeichnungen, Anmerkungen) | Höchstplatzierung, Gesamtwochen, AuszeichnungChartplatzierungen (Jahr, Titel, Album, Platzierungen, Wochen, Auszeichnungen, Anmerkungen) | Anmerkungen                |
| Jahr | Titel Album                                                   | DE | AT | UK | Anmerkungen                |
| ---- | ------------------------------------------------------------- | --- | --- | --- | -------------------------- |
| 1993 | It Keeps Rainin’ (Tears from My Eyes) Just To Let You Know... | DE31 (16 Wo.)DE | AT5 (13 Wo.)AT | UK2 Silber · (15 Wo.)UK |                            |
| 1993 | Pass It On Just To Let You Know...                            | — | — | UK35 (3 Wo.)UK |                            |
| 1994 | Here I Stand Just To Let You Know...                          | — | — | UK10 (7 Wo.)UK |                            |
| 1994 | Dedicated to the One I Love Just To Let You Know...           | DE52 (15 Wo.)DE | — | UK6 (10 Wo.)UK | Erstveröffentlichung: 1993 |
| 1994 | What Goes Around Just To Let You Know...                      | — | — | UK36 (3 Wo.)UK |                            |
| 1995 | Over the River Natural High                                   | — | — | UK27 (4 Wo.)UK |                            |
| 1995 | We’ve Only Just Begun Natural High                            | — | — | UK23 (5 Wo.)UK |                            |
| 1995 | Nothing Can Change This Love Natural High                     | — | — | UK55 (2 Wo.)UK |                            |
| 1996 | Natural High                                                  | — | — | UK63 (2 Wo.)UK | Erstveröffentlichung: 1995 |
| 1996 | She’s Alright                                                 | — | — | UK53 (2 Wo.)UK |                            |

Weitere Singles
- 1997: Try a Little Tenderness
- 1998: I Need (mit Blacka Don)
- 2004: Walk Away from Love (mit The Supersonics)
- 2005: I’m in Love With a Girl (mit The Duke Reid’s All Stars)
- 2005: A Cruising
- 2005: Never Let Me Go
- 2007: Let Them Talk
- 2007: Would I Lie to You (Ali Campbell feat. Bitty McLean)
- 2007: Brother Man
- 2008: This Train  (mit The Skatalites)
- 2008: Games with Love
- 2008: Got to Let Go
- 2009: Plead My Cause
- 2012: It’s Running Over (mit Josey Wales und Sly & Robbie)
- 2013: Cornerstone (mit Ansel Collins)
- 2013: Fu Manchu (mit The Lee Thompson Ska Orchestra)
- 2014: A Step Closer in Love